# Georgius Perpignani
Georgius Perpignani (1555–1621) foi um prelado católico romano que serviu como Bispo de Canea de 1619 a 1621 e Bispo de Tinos de 1594 a 1619.

## Biografia
Georgius Perpignani nasceu em Creta em 1555. No dia 14 de novembro de 1594, foi nomeado durante o papado de Clemente VIII como Bispo de Tinos. A 20 de novembro de 1594, foi consagrado bispo por Gianfrancesco Morosini, bispo de Brescia, com Flaminio Filonardi, bispo de Aquino, e Leonard Abel, bispo titular de Sidon, servindo como co-consagradores. A 15 de julho de 1619, foi nomeado durante o papado de Paulo V como Bispo de Canea. Serviu como Bispo de Canea até à sua morte em 1621. Enquanto bispo, foi o principal co-consagrador de Juan Orozco Covarrubias y Leiva, Bispo de Agrigento.